# Olette
Olette (på Catalansk: Oleta) er en by og kommune i departementet Pyrénées-Orientales i Sydfrankrig.
Byen er hovedby i en kanton af samme navn.
Landsbyen Évol, som ligger 2 km nord for Olette, er medtaget i Les Plus Beaux Villages de France, som er en liste med Frankrigs smukkeste landsbyer.

## Geografi
Olette ligger i Pyrenæerne ved floden Têt. Mod vest ligger Mont-Louis (20 km) og mod øst Villefranche-de-Conflent (9 km). Nærmeste større by er Perpignan (60 km).

## Demografi

### Udvikling i folketal
| 1962                                                              | 1968 | 1975 | 1982 | 1990 | 1999 | 2007 | 2014 | 2017 |
| ----------------------------------------------------------------- | ---- | ---- | ---- | ---- | ---- | ---- | ---- | ---- |
| 616                                                               | 680  | 544  | 532  | 447  | 345  | 401  | 383  | 364  |
| Tal fra og med 1962 er uden dobbelttælling (sans doubles comptes) |      |      |      |      |      |      |      |      |